# Rio Marrecas
O rio Marrecas é um rio brasileiro que banha o estado do Paraná. Nasce próximo a divisa de Santa Catarina com Paraná, perto de Flor da Serra do Sul, passa por Francisco Beltrão, onde na sua parte urbana a altitude do leito é em torno dos 540m.
Deságua no rio Santana, afluente de rio Chopim, preto de Itapejara d'Oeste. Alguns de seus afluentes são o rio Urutago, o rio Lonqueador e o rio Santa Rosa.